# Plaza Mayor (Madrid)

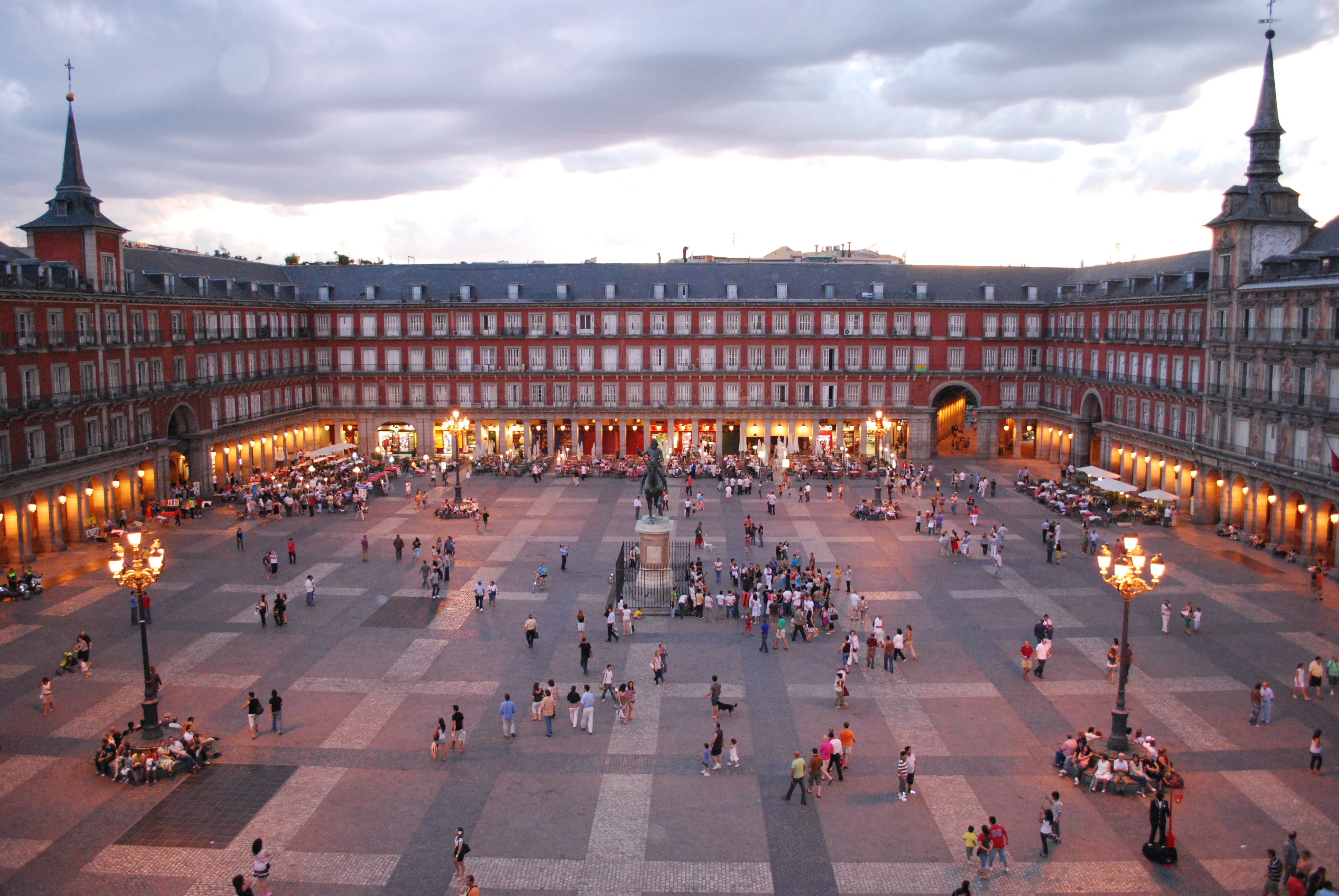
Plaza Mayor

A Plaza Mayor ("Praça Principal") situa-se no centro da cidade de Madrid a poucos metros da Porta do Sol e da Plaza de la Villa.[carece de fontes?]
É uma praça retangular, rodeada de todos os lados de edifícios de três pisos, sendo a sua entrada apenas possível através dos nove pórticos. Tem 129 metros de comprimento e 94 de largura. Existem ao todo 237 varandas ao longo de toda a praça. O pórtico mais conhecido é o Arco de Cuchilleros, na esquina sudoeste da praça. Ao centro, no lado norte, ergue-se a Casa de la Panadería e à sua frente, no lado sul, a 'Casa de la Carnicería. Debaixo dos pórticos, nas suas arcadas, estão estabelecidas lojas tradicionais, constituindo um dos pontos turísticos de maior relevo na cidade.[carece de fontes?]

## História
A origens da praça remontam ao século XV, quando na confluência dos caminhos que ligavam Toledo a Atocha, fora da cidade medieval, estava a Plaza del Arrabal, o mercado principal da vila, tendo sido construída um primeiro edifício portificado para regular o comércio da zona.
Em 1580, depois de ter transferido as cortes para Madrid em 1561, Filipe II encarregou Juan de Herrera de remodelar a praça. A Casa de la Panadería, que estava ao cargo de Diego Sillero, foi o primeiro edifício a surgir na nova praça em 1590. Em 1617, Filipe III, encarregou Juan Gómez de Mora de finalizar as obras, tendo sido terminadas as obras em 1619.
A Plaza Mayor sofreu três grandes incêndios durante a sua história. O primeiro foi em 1631, e as obras de reconstrução foram entregues ao mesmo arquitecto que a tinha terminado, Juan Gómez de Mora. O segundo ocorreu em 1670; Tomás Román foi o arquitecto encarregado da sua reconstrução. O último e terceiro incêndio na praça foi em 1790; os trabalhos de reconstrução foram comandados por Juan de Villanueva, que reduziu a altura dos edifícios da praça, de cinco pisos a três. As obras prosseguiram até 1854, tendo os discíplos de Villanueva terminado a obra, Antonio López Aguado e Custodio Moreno. Em 1848 foi colocada no centro a estátua equestre de Filipe III.